# Urostrophus gallardoi
Urostrophus gallardoi — вид ігуаноподібних ящірок родини Leiosauridae. Мешкає в Південній Америці. Вид названий на честь аргентиського герпетолога Хосе Марії Галлардо.

## Поширення і екологія
Urostrophus gallardoi поширені від південної Болівії до центральної Аргентини. Вони живуть в сухих тропічних лісах, на висоті від 600 до 13000 м над рівнем моря. Живляться комахами. 